# All Day and a Night
Pour plus de détails, voir Fiche technique et Distribution.
All Day and a Night est un film dramatique américain réalisé par Joe Robert Cole et sorti en 2020.

## Synopsis
Jahkor Lincoln, jeune criminel, arrive en prison et se remémore les jours précédant son arrestation ainsi que des souvenirs d'enfance.

## Fiche technique
- Titre : All Day and a Night[1],[2]
- Réalisation : Joe Robert Cole
- Scénario : Joe Robert Cole
- Photographie : Jessica Lee Gagné
- Musique : Michael Abels
- Montage : Mako Kamitsuna
- Société de distribution : Netflix
- Sociétés de production : Color Force ; Mighty Engine
- Producteurs : Nina Jacobson ; Brad Simpson ; Jared Ian Goldman
- Genre : drame
- Pays de production : États-Unis
- Durée : 121 minutes
- Dates de sortie :
  - États-Unis : 1er mai 2020
  - France : 1er mai 2020 (Netflix)

## Distribution
- Ashton Sanders : Jahkor Lincoln
- Jeffrey Wright : James Daniel Lincoln "JD"
- Regina Taylor : Tommetta
- Yahya Abdul-Mateen II : Big Stunna
- Christopher Meyer : Lamark
- Andrea Lynn Ellsworth : Kim
- Baily Hopkins : Mme Ferguson
- Gretchen Klein : Debbie
- Andray Johnson : M. Hudson
- Stephen Barrington : Malcolm
- Rolanda D. Bell : La-Trice